# سیارک ۱۳۲۵
سیارک ۱۳۲۵ (به انگلیسی: 1325 Inanda، نامگذاری:1934NR) هزار و سیصد و بیست و پنجمین سیارک کشف شده‌است که در ۱۴ ژوئیه ۱۹۳۴ کشف شد.
قدر مطلق سیارک برابر ۱۱٫۵۰ است.